# New Riders of the Purple Sage (album)
| Recensione              | Giudizio      |
| ----------------------- | ------------- |
| AllMusic                | [ 1 ]         |
| Robert Christgau        | B+            |
| The Music Box           | [ 3 ]         |
| Sputnikmusic            | 5.0 (Classic) |
| Piero Scaruffi          | [ 5 ]         |
| Dizionario del Pop-Rock | [ 6 ]         |

New Riders of the Purple Sage è un il primo album del gruppo musicale New Riders of the Purple Sage, pubblicato dalla Columbia Records nell'agosto del 1971.

## Tracce

### LP
Brani composti da John Dawson.
Lato A
1. I Don't Know You – 2:24
2. Whatcha Gonna Do – 3:14
3. Portland Woman – 3:33
4. Henry – 2:34
5. Dirty Business – 7:55

Lato B
1. Glendale Train – 2:58
2. Garden of Eden – 4:31
3. All I Ever Wanted – 4:30
4. Last Lonely Eagle – 5:10
5. Louisiana Lady – 3:00

### CD
Edizione CD del 2003, pubblicato dalla Columbia/Legacy Records (CK 85388)
Brani composti da John Dawson, eccetto dove indicato.
1. I Don't Know You – 2:28
2. Whatcha Gonna Do – 3:17
3. Portland Woman – 3:36
4. Henry – 2:37
5. Dirty Business – 8:20
6. Glendale Train – 3:01
7. Garden of Eden – 4:33
8. All I Ever Wanted – 4:38
9. Last Lonely Eagle – 5:12
10. Louisiana Lady – 3:05
11. Down in the Boondocks (Live) – 3:57 (Joe South) – Traccia bonus, brano inedito
12. The Weight (Live) – 7:37 (Robbie Robertson) – Traccia bonus, brano inedito
13. Superman (Live) – 4:04 – Traccia bonus, brano inedito

## Formazione
- John Dawson - chitarra acustica, voce
- David Nelson - chitarra acustica, chitarra elettrica, mandolino, voce
- Dave Torbert - basso, chitarra acustica, voce

Musicisti aggiunti
- Jerry Garcia - chitarra pedal steel, banjo (brani: Dirty Business e Last Lonely Eagle)
- Spencer Dryden - batteria, percussioni
- Mickey Hart - batteria, percussioni (brani: Dirty Business e Last Lonely Eagle)
- Commander Cody - pianoforte (brani: Dirty Business e Last Lonely Eagle)[9]

Note aggiuntive
- New Riders of the Purple Sage - produttori, arrangiamenti
- Phil Lesh e Steve Barncard - produttori esecutivi
- Registrazioni e mixaggio effettuate al Wally Heider Recording di San Francisco, California (Stati Uniti)
- Steve Barncard - ingegnere delle registrazioni
- Ellen Burke - tecnico
- Michael Ferguson e Kelley - cover art
- Dryden/Parrish - fotografia retrocopertina album originale
- Ringraziamenti speciali a: Mel Tanner e Wally Heider[10]

## Classifica
| Anno | Classifica    | Posizione raggiunta |
| ---- | ------------- | ------------------- |
| 1971 | Billboard 200 | 39                  |